# Inverness County
Inverness County ist eines der zurzeit 18 Countys in der kanadischen Provinz Nova Scotia (Neuschottland). Es liegt im Osten der Provinz, auf der Kap-Breton-Insel. Das County grenzt im Osten an Victoria County sowie im Süden an Richmond County. Im Südosten liegt die Cape Breton Regional Municipality. Im Westen, getrennt durch die Straße von Canso, grenzt es an Antigonish County und Guysborough County. Das County hat sein verwaltungstechnisches Zentrum in Port Hood. Nach Nordwesten liegt es am Sankt-Lorenz-Golf und im Süden des Countys findet sich der Bras d’Or Lake. Im Nordosten des Countys liegt der Cape-Breton-Highlands-Nationalpark, einer der kanadischen Nationalparks. Und da sich die Verwaltungseinheit im Südosten bis an den Bras d’Or Lake erstreckt, liegen auch Teile des Biosphärenreservat Bras d’Or Lake in ihrem Bereich.
Die Einwohnerzahl beträgt 17.235 (Stand: 2016).
2011 lebten in der 3.830,40 km² großen Verwaltungseinheit 17.947 Einwohner, woraus sich eine Bevölkerungsdichte von 4,7 Einwohnern/km² ergibt. Dabei ist die Einwohnerzahl, im Vergleich zum Zensus aus dem Jahr 2006, erneut zurückgegangen. Die Bevölkerung nahm zuletzt um 5,7 % ab und setzt dabei den andauernden Abwärtstrend der letzten Jahrzehnte fort. Das County gehört Flächenmäßig zu den größten der Provinz und liegt hinsichtlich Einwohnerzahl im oberen Mittelfeld aller Countys. Hinsichtlich der Einwohnerdichte gehört es zu den weniger dicht besiedelten County der Provinz.
Das County ist über den Nova Scotia Highway 105 an das übrige Straßenverkehrsnetz der Provinz angeschlossen. Das County wird zusätzlich durch Highways zweiter Klasse, den Nova Scotia Trunk Highways, erschlossen. Luftverkehrstechnisch wird das County durch den Port Hawkesbury Airport und den Margaree Airport erschlossen. Mit dem Celtic Shores Coastal Trail, der einer stillgelegte Bahntrasse der Inverness and Richmond Railway folgt, findet sich ein Teilstück des Trans Canada Trails im County.

## Geschichte
Bereits vor der Entdeckung durch Europäer war diese Gegend Siedlungs- und Jagdgebiet von First Nations, der Mi’kmaq. Das County wurde 1835, als County of Juste au Corps gegründet und bereits 1837 nach der schottischen Stadt Inverness umbenannt.

## Gemeinden
In Inverness County gibt es die Town Port Hawkesbury sowie ein Reservat der First Nations. Alle anderen Ansiedlungen liegen als sogenannte incorporated villages in der Municipality of Inverness. Die Verwaltung dieser Siedlungen wird von der Countyverwaltung übernommen.

## Söhne und Töchter
Zu den bedeutendsten Bürgern des Countys gehörten
- Sidney Earle Smith, ein Politiker (kanadischer Außenminister),
- Lynn Coady, eine Schriftstellerin,
- Aaron Johnson, ein Eishockeyspieler